# Pyrosejidae
Famille
Les Pyrosejidae sont une famille d'acariens mesostigmates. On connaît trois espèces dans deux genres.

## Liste des genres
- Pyrosejus Lindquist & Moraza, 1993
- Pyroseiulus Kim, 2006

## Publication originale
- Lindquist & Moraza, 1993 : Pyrosejidae, a new family of trigynaspid mites (Acari: Mesostigmata: Cercomegistina) from Middle America. Acarologia, vol. 34, n. 4, p. 283-307.